# Lichfield Crater
Lichfield Crater, Thelus is een Britse militaire begraafplaats met gesneuvelden uit de Eerste Wereldoorlog, gelegen in de Franse gemeente Thélus in het departement Pas-de-Calais. De begraafplaats ligt aan de westgrens van de gemeente, ruim anderhalve kilometer ten noordwesten van het dorpscentrum van Thélus, langs de autosnelweg A26/E25. De begraafplaats is eigenlijk een massagraf, gebouwd rond een mijnkrater en wordt onderhouden door de Commonwealth War Graves Commission. Er liggen 57 graven, waarvan er 42 geïdentificeerd konden worden. Op de ommuring zijn panelen aangebracht met de namen van de hier begraven soldaten. De begraafplaats werd door William Cowlishaw ontworpen.

## Geschiedenis
De zogenaamde Lichfield Crater werd in de oorlog net als de iets zuidelijker gelegen Zivy Crater door de Canadezen gebruikt voor het begraven van gesneuvelden van het slagveld rond Vimy. Naar Canadese gewoonte had de begraafplaats aanvankelijk geen naam, maar werd "CB 2 A" genoemd. De begraven soldaten zijn allemaal Canadezen die sneuvelden in april 1917, met uitzondering van een Britse soldaat die in april 1916 omkwam. Zijn graf werd na de oorlog op de kraterrand gevonden en hij is de enige met een individuele grafsteen.

## Onderscheiden militairen
- Ellis Wellwood Sifton, sergeant bij de Canadian Infantry, ontving het Victoria Cross (VC) voor zijn heldhaftig optreden tijdens een aanval in de vijandelijke loopgraven. Hij was 25 jaar toen hij sneuvelde tijdens deze actie op 9 april 1917. Zijn naam staat op paneel 3 van de begraafplaats.
- John Le Page, soldaat bij de Canadian Infantry ontving de Military Medal (MM).